# Ichneumon romenilianus
Ichneumon romenilianus är en stekelart som beskrevs av Cuvier 1833. Ichneumon romenilianus ingår i släktet Ichneumon och familjen brokparasitsteklar. Inga underarter finns listade i Catalogue of Life.